# Амбрим (вулкан)
Амбрим — активный вулканический комплекс в провинции Малампа на одноимённом острове Вануату. Известен благодаря двум лавовым озёрам, расположенным в кратерах конусов Бенбоу и Марум.
Высота над уровнем моря — 1334 м.

## Геология и история активности
Амбрим расположен на стыке Тихоокеанской и Австралийской литосферных плит, на так называемой вулканической дуге Новых Гебрид. Сложен более ранними породами — дацитами и поздними — базальтами. Первоначально образовалась кальдера диаметром 12 км в результате плинианского извержения около 1900 лет назад сформированная дацитовыми лавовыми потоками. Из кратеров Бенбоу и Марум  в то время шла мощная вулканическая активность в результате которой близлежащая местность была заполнена потоками лавы, образовались вулканические конусы, кратеры и маары. Извержения вулкана в то время практически происходили ежегодно из боковых трещин вулкана. На протяжении всей истории существования вулкана всегда присутствовала вулканическая активность. Так, например в период с 27 мая по 23 августа 1988 года из кратера Мбвелусу и Марум выброс вулканических газов можно было наблюдать на 12 км высоте. Начиная с 1996 года по настоящее время вулкан не прекращает своей деятельности. В период с октября по декабрь 2009 года в атмосферу было выброшено 15 000 тонн диоксида серы, шлейф от него учёные зафиксировали в 800 км к северо-западу от эпицентра активности. 19 июля 2011 года вулкан вновь выбросил вулканические газы, в том числе и SO2 на высоту 3 км, которые покрыли расстояние 185 км к северо-западу от вулкана. Наиболее активны кратеры: Марум, Бенбоу, Нири Мбвелсу.

## Последствия активности
Вблизи вулкана проживает аборигенное население, которое страдает из-за выброса диоксидов серы в атмосферу, вследствие них образуются кислотные дожди. 95 % питьевой воды на острове составляют дождевые воды или подземные пробурённые скважины, которые всё время загрязняются вулканическими газами из-за деятельности Амбрима. Так на конец 2008 года на западе острове работала всего одна подстанция по водоснабжению питьевой водой. Остальные подстанции были повреждены в результаты вулканической деятельности или вода в них была непригодна из-за присутствия диоксидов серы в ней.

## Ссылки

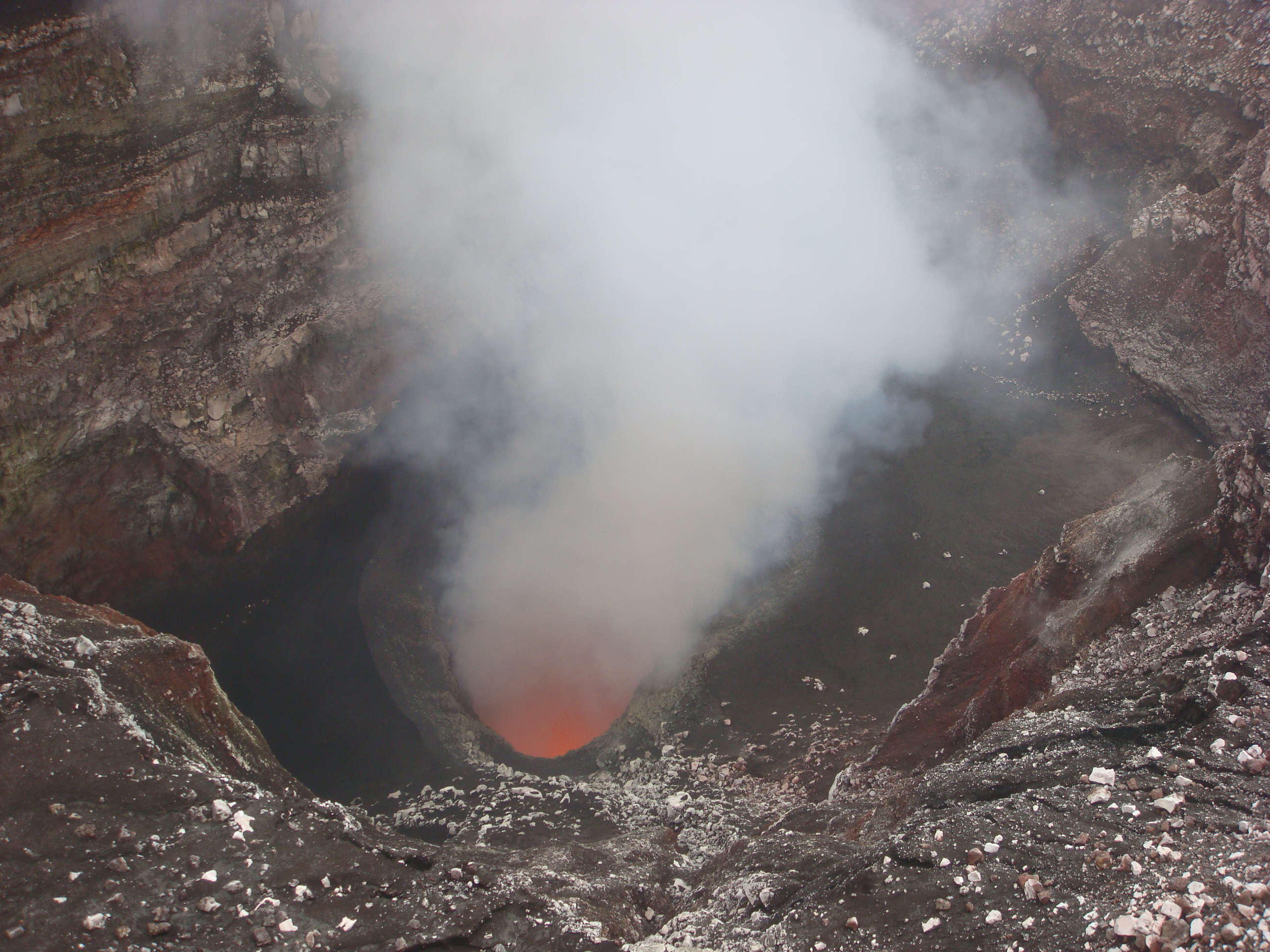
Лавовое озеро в кратере Бенбоу (лето 2014 г.)

## Список вулканических объектов по алфавиту, входящих в комплекс Амбрим
| Название            | Тип                         | Высота (м.) |
| ------------------- | --------------------------- | ----------- |
| Бенбоу              | Вулканический кратер        | 1159        |
| Ветлам              | Вулканический конус         | 1175        |
| Вусантапалиплип     | Вулканический конус, разлом | 999         |
| Далахум             | Вулканический конус         | 1067        |
| Леволембви          | Маар                        | неизвестно  |
| Марум               | Вулканический кратер, конус | 1270        |
| Марумлиглар         | Вулканический кратер, конус | 957         |
| Мбвелесу            | Вулканический кратер        | неизвестно  |
| Миней               | Вулканический кратер        | 375         |
| Монт Тувио          | Вулканический конус         | 1141        |
| Нили Мбвелесу       | Вулканический кратер        | неизвестно  |
| Нили Мбвелесу Татен | Вулканический кратер        | неизвестно  |

## Видео
Видео извержения вулкана Амбрим в 2012 г. на YouTube